# Vallanes
Vallanes – wieś położona we wschodniej części Islandii w pobliżu miasta Egilsstaðir.